# Solid Ball of Rock
Solid Ball of Rock — десятый студийный альбом британской хеви-метал группы Saxon, выпущенный 4 февраля 1991 года.

## Список композиций
| №   | Название                                                                  | Автор(ы)                                             | Длительность |
| --- | ------------------------------------------------------------------------- | ---------------------------------------------------- | ------------ |
| 1.  | «Solid Ball of Rock»                                                      | Брам Чайковский, Микки Бродбент                      | 4:35         |
| 2.  | «Altar of the Gods»                                                       | Ниббс Картер                                         | 3:30         |
| 3.  | «Requiem (We Will Remember)»                                              | Бифф Байфорд, Грейам Оливер, Картер, Найджел Глоклер | 5:16         |
| 4.  | «Lights in the Sky»                                                       | Байфорд, Пол Куинн, Пол Джонсон                      | 4:03         |
| 5.  | «I Just Can't Get Enough»                                                 | Байфорд, Оливер, Куинн                               | 4:34         |
| 6.  | «Baptism of Fire»                                                         | Картер                                               | 3:08         |
| 7.  | «Ain't Gonna Take It»                                                     | Байфорд, Оливер, Куинн, Глоклер                      | 4:47         |
| 8.  | «I'm on Fire»                                                             | Картер                                               | 4:24         |
| 9.  | «Overture in B-Minor / Refugee»                                           | Байфорд, Картер                                      | 5:42         |
| 10. | «Bavarian Beaver»                                                         | Картер                                               | 1:17         |
| 11. | «Crash Dive»                                                              | Картер                                               | 4:21         |
| 12. | «Requiem (We Will Remember) (Single Version)» (Japanese only bonus track) |                                                      | 4:43         |
| 13. | «Reeperbahn Stomp» (Japanese only bonus track)                            | Картер                                               | 3:26         |

## Участники записи
Saxon
- Бифф Байфорд — вокал, звукоинженер
- Пол Куинн[англ.] — гитара
- Грейам Оливер[англ.] — гитара
- Ниббс Картер[англ.] — бас-гитара
- Найджел Глоклер[англ.] — ударные

Производство
- Калле Трапп — продюсер, звукоинженер

## Позиции в чартах
| Чарт (1991)                   | Высшая позиция |
| ----------------------------- | -------------- |
| Германия (Offizielle Top 100) | 23             |